# Normani

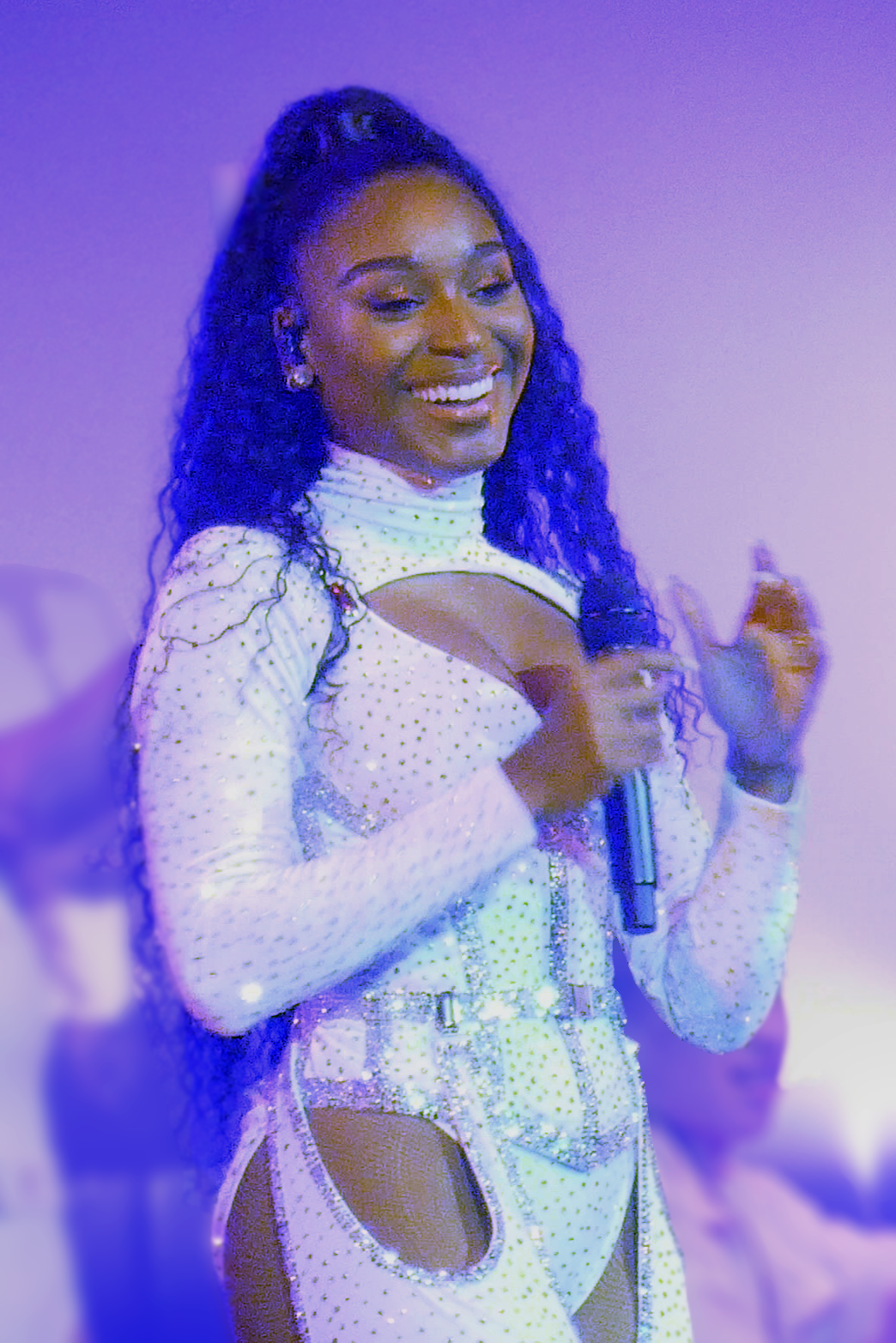
Normani (2019)

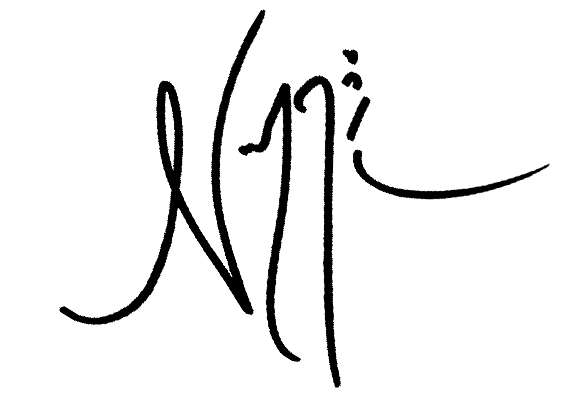
Normanis Unterschrift

Normani Kordei Hamilton (* 31. Mai 1996 in Atlanta, Georgia) ist eine US-amerikanische Sängerin. Sie war Mitglied der Musikgruppe Fifth Harmony.

## Leben
Normani wuchs in New Orleans, Louisiana mit ihren Eltern Andrea und Derrick Hamilton auf. Sie hat zwei ältere Halbschwestern: Ashlee und Arielle Hamilton. 2005 zog ihre Familie nach Houston, Texas, nachdem ihr Haus vom Hurrikan Katrina zerstört wurde. In jungen Jahren nahm sie an Turn- und Schönheitswettbewerben teil. Hamilton war in einem Gospel Chor und nahm mit 13 ihren ersten Song auf. 2012 nahm sie an der Talentshow The X Factor teil, dort schaffte sie es bis in die zweite Runde. Die Show holte Hamilton und vier andere Mädchen zurück und sie gründeten eine Gruppe Fifth Harmony. Diese Gruppe schaffte es in das Finale und sie erreichten den dritten Platz. Im Oktober 2013 kam Fifth Harmonys EP Better together raus. Zusammen veröffentlichten sie unter anderem die Lieder Work from Home, Worth it und Reflection. Normani nahm an der 24. Staffel der Tanzshow Dancing with the Stars teil und erreichte zusammen mit ihrem Partner den dritten Platz. 2018 veröffentlichte sie mit Khalid das Lied Love Lies, welches über eine Million Mal gekauft wurde. Im selben Jahr erschien Waves mit 6lack, dieses Lied erreichte den 17. Platz der US-amerikanischen Billboard R&B und Hip Hop Digital Song Charts. 2019 eröffnete sie als Vorgruppe Ariana Grandes Sweetener World Tour. Im selben Jahr erschien der Song Bad to You mit Nicki Minaj und Ariana Grande sowie ihre Single Motivation. Im Jahr 2024 veröffentlichte sie ihr Album DOPAMINE.

## Diskografie

### Studioalben
| Jahr | Titel    | Höchstplatzierung, Gesamtwochen, AuszeichnungChartplatzierungen (Jahr, Titel, Platzierungen, Wochen, Auszeichnungen, Anmerkungen) | Höchstplatzierung, Gesamtwochen, AuszeichnungChartplatzierungen (Jahr, Titel, Platzierungen, Wochen, Auszeichnungen, Anmerkungen) | Höchstplatzierung, Gesamtwochen, AuszeichnungChartplatzierungen (Jahr, Titel, Platzierungen, Wochen, Auszeichnungen, Anmerkungen) | Höchstplatzierung, Gesamtwochen, AuszeichnungChartplatzierungen (Jahr, Titel, Platzierungen, Wochen, Auszeichnungen, Anmerkungen) | Höchstplatzierung, Gesamtwochen, AuszeichnungChartplatzierungen (Jahr, Titel, Platzierungen, Wochen, Auszeichnungen, Anmerkungen) | Anmerkungen                         |
| Jahr | Titel    | DE | AT | CH | UK | US | Anmerkungen                         |
| ---- | -------- | --- | --- | --- | --- | --- | ----------------------------------- |
| 2024 | Dopamine | — | — | — | — | US91 (1 Wo.)US | Erstveröffentlichung: 14. Juni 2024 |

### EPs
- 2018: Normani x Calvin Harris

### Singles
| Jahr | Titel Album                                                     | Höchstplatzierung, Gesamtwochen, AuszeichnungChartplatzierungen (Jahr, Titel, Album, Platzierungen, Wochen, Auszeichnungen, Anmerkungen) | Höchstplatzierung, Gesamtwochen, AuszeichnungChartplatzierungen (Jahr, Titel, Album, Platzierungen, Wochen, Auszeichnungen, Anmerkungen) | Höchstplatzierung, Gesamtwochen, AuszeichnungChartplatzierungen (Jahr, Titel, Album, Platzierungen, Wochen, Auszeichnungen, Anmerkungen) | Höchstplatzierung, Gesamtwochen, AuszeichnungChartplatzierungen (Jahr, Titel, Album, Platzierungen, Wochen, Auszeichnungen, Anmerkungen) | Höchstplatzierung, Gesamtwochen, AuszeichnungChartplatzierungen (Jahr, Titel, Album, Platzierungen, Wochen, Auszeichnungen, Anmerkungen) | Anmerkungen                                                            |
| Jahr | Titel Album                                                     | DE | AT | CH | UK | US | Anmerkungen                                                            |
| --- | --------------------------------------------------------------- | --- | --- | --- | --- | --- | ---------------------------------------------------------------------- |
| 2018 | Love Lies Love, Simon (O.S.T.)                                  | DE36 Gold · (15 Wo.)DE | AT38 (15 Wo.)AT | CH38 (17 Wo.)CH | UK12 ×2Doppelplatin · (27 Wo.)UK | US9 ×5Fünffachplatin · (51 Wo.)US | Erstveröffentlichung: 14. Februar 2018 mit Khalid                      |
| 2018 | Checklist Normani x Calvin Harris                               | — | — | — | UK98 (1 Wo.)UK | — | Promoveröffentlichung: 22. Oktober 2018 mit Calvin Harris feat. WizKid |
| 2019 | Dancing with a Stranger Love Goes                               | DE37 Gold · (18 Wo.)DE | AT38 Platin · (14 Wo.)AT | CH17 (21 Wo.)CH | UK3 ×2Doppelplatin · (31 Wo.)UK | US7 ×4Vierfachplatin · (45 Wo.)US | Erstveröffentlichung: 11. Januar 2019 mit Sam Smith                    |
| 2019 | Motivation –                                                    | — | — | — | UK27 Gold · (11 Wo.)UK | US33 Platin · (10 Wo.)US | Erstveröffentlichung: 16. August 2019                                  |
| 2021 | Wild Side Dopamine                                              | — | — | — | UK49 Silber · (5 Wo.)UK | US14 Gold · (20 Wo.)US | Erstveröffentlichung: 16. Juli 2021 feat. Cardi B                      |
| Folgende Lieder erschienen nicht als Single, wurden aber durch das Album zum Download und Streaming bereitgestellt und konnten somit eine Platzierung erlangen: |                                                                 | | | | | |                                                                        |
| |                                                                 | | | | | |                                                                        |
| 2019 | Bad to You Charlie’s Angels: Original Motion Picture Soundtrack | — | — | CH86 (1 Wo.)CH | UK51 (2 Wo.)UK | — | Charteinstieg: 8. November 2019 mit Ariana Grande & Nicki Minaj        |

Weitere Singles
- 2018: Slow Down (mit Calvin Harris) (Promo)
- 2018: Waves (feat. 6lack)
- 2020: Diamonds (mit Megan Thee Stallion)
- 2022: Fair
- 2024: 1:59 (feat. Gunna)
- 2024: Candy Paint

### Als Gastmusikerin
- 2018: Body Count (Remix) (Jessie Reyez feat. Normani & Kehlani)

## Auszeichnungen für Musikverkäufe
| Goldene Schallplatte - Brasilien - 2021: für die Single Checklist - 2023: für das Lied Bad to You - 2024: für die Single Waves - Frankreich - 2019: für die Single Love Lies - Italien - 2019: für die Single Love Lies - Kanada - 2019: für die Single Motivation - 2022: für die Single Wild Side - Mexiko - 2019: für die Single Love Lies - Norwegen - 2018: für die Single Love Lies - Polen - 2023: für die Single Love Lies - Spanien - 2024: für die Single Love Lies Platin-Schallplatte - Australien - 2019: für die Single Motivation - Belgien - 2020: für die Single Dancing with a Stranger - Dänemark - 2018: für die Single Love Lies - Frankreich - 2020: für die Single Dancing with a Stranger - Italien - 2021: für die Single Dancing with a Stranger - Portugal - 2018: für die Single Love Lies - Schweden - 2018: für die Single Love Lies - Spanien - 2024: für die Single Dancing with a Stranger | 2× Platin-Schallplatte - Brasilien - 2024: für die Single Wild Side - Dänemark - 2023: für die Single Dancing with a Stranger - Neuseeland - 2024: für die Single Motivation - Norwegen - 2023: für die Single Dancing with a Stranger - Polen - 2020: für die Single Dancing with a Stranger - Portugal - 2021: für die Single Dancing with a Stranger - Schweden - 2019: für die Single Dancing with a Stranger 4× Platin-Schallplatte - Kanada - 2019: für die Single Love Lies - 2020: für die Single Dancing with a Stranger - Mexiko - 2020: für die Single Dancing with a Stranger - Neuseeland - 2024: für die Single Dancing with a Stranger | 5× Platin-Schallplatte - Australien - 2019: für die Single Love Lies - Neuseeland - 2024: für die Single Love Lies 8× Platin-Schallplatte - Australien - 2024: für die Single Dancing with a Stranger Diamantene Schallplatte - Brasilien - 2021: für die Single Love Lies - 2021: für die Single Motivation 3× Diamantene Schallplatte - Brasilien - 2024: für die Single Dancing with a Stranger |

Anmerkung: Auszeichnungen in Ländern aus den Charttabellen bzw. Chartboxen sind in ebendiesen zu finden.
| Land/RegionAuszeichnungen für Musikverkäufe (Land/Region, Auszeichnungen, Verkäufe, Quellen) | Silber  | Gold       | Platin       | Diamant     | Verkäufe   | Quellen                 |
| -------------------------------------------------------------------------------------------- | ------- | ---------- | ------------ | ----------- | ---------- | ----------------------- |
| Australien (ARIA)                                                                            | —       | —          | 14× Platin14 | —           | 980.000    | aria.com.au             |
| Belgien (BRMA)                                                                               | —       | —          | Platin1      | —           | 40.000     | ultratop.be             |
| Brasilien (PMB)                                                                              | —       | 3× Gold3   | 2× Platin2   | 5× Diamant5 | 940.000    | pro-musicabr.org.br BR2 |
| Dänemark (IFPI)                                                                              | —       | —          | 3× Platin3   | —           | 270.000    | ifpi.dk                 |
| Deutschland (BVMI)                                                                           | —       | 2× Gold2   | —            | —           | 400.000    | musikindustrie.de       |
| Frankreich (SNEP)                                                                            | —       | Gold1      | Platin1      | —           | 300.000    | snepmusique.com FR2     |
| Italien (FIMI)                                                                               | —       | Gold1      | Platin1      | —           | 95.000     | fimi.it                 |
| Kanada (MC)                                                                                  | —       | 2× Gold2   | 6× Platin6   | —           | 560.000    | musiccanada.com         |
| Mexiko (AMPROFON)                                                                            | —       | Gold1      | 4× Platin4   | —           | 270.000    | amprofon.com.mx         |
| Neuseeland (RMNZ)                                                                            | —       | —          | 11× Platin11 | —           | 330.000    | radioscope.co.nz        |
| Norwegen (IFPI)                                                                              | —       | Gold1      | 2× Platin2   | —           | 150.000    | ifpi.no NO2             |
| Österreich (IFPI)                                                                            | —       | —          | Platin1      | —           | 30.000     | ifpi.at                 |
| Polen (ZPAV)                                                                                 | —       | Gold1      | 2× Platin2   | —           | 65.000     | olis.pl                 |
| Portugal (AFP)                                                                               | —       | —          | 3× Platin3   | —           | 30.000     | Einzelnachweise         |
| Schweden (IFPI)                                                                              | —       | —          | 3× Platin3   | —           | 240.000    | sverigetopplistan.se    |
| Spanien (Promusicae)                                                                         | —       | Gold1      | Platin1      | —           | 90.000     | elportaldemusica.es     |
| Vereinigte Staaten (RIAA)                                                                    | —       | Gold1      | 10× Platin10 | —           | 10.500.000 | riaa.com                |
| Vereinigtes Königreich (BPI)                                                                 | Silber1 | Gold1      | 4× Platin4   | —           | 2.800.000  | bpi.co.uk               |
| Insgesamt                                                                                    | Silber1 | 15× Gold15 | 69× Platin69 | 5× Diamant5 |            |                         |

## Weitere Auszeichnungen
- 2021: Variety’s Hitmakers – Collaborator of the Year[9]